# Team JiYo
 Der er for få eller ingen kildehenvisninger i denne artikel, hvilket er et problem. Du kan hjælpe ved at angive troværdige kilder til de påstande, som fremføres i artiklen.

Team JiYo er et parkour og freerunning-hold. Holdet har været med siden parkour kom til Danmark fra Frankrig omkring midten af 00'erne og er dermed Pionererne indenfor parkour og freerunning i Danmark. 

## Aktiviteter
Holdet underviser udøvere i alle aldre og på forskellige niveauer og laver regelmæssigt workshops rundt i landet og udlandet. Det har siden 2004 lavet shows, foredrag, events, kurser og konsulentarbejde.
Herudover har Team JiYo bl.a. vundet Scenen er din i 2006. De har også lavet en parkour-kollektion med hummel, som bl.a. omfatter en parkoursko, som er opkaldt efter teamet og bærer navnet "JiYo".[kilde mangler]
Team JiYo åbnede i august 2009 verdens største parkourpark, som var designet af Martin Coops og Rinaldo Madiotto. Parken blev kaldt for "JiYo Parken", havde et budget på omtrent 2,5 millioner kroner[kilde mangler] og var åben for offentligheden døgnet rundt. Parken lå i Københavns nye bydel Ørestad og var finansieret af Københavns Kommune, Bygge og Anlægsfonden samt By & Havn. JiYo Parken blev nedlagt i år 2017, og der er nu bygget lejligheder på stedet.

## Navnets oprindelse
"Jiyo" er et japansk/kinesisk buddhistisk ord. Ordet JiYo er i dets betydning delt op i to: Dette er "Ji" og "Yo". "Ji" betyder "selv" og "Yo" betyder "at bruge". "JiYo" betyder derfor "at bruge sig selv". 

## Medlemmer

### Medlemmer
- Martin Coops
- Rinaldo Madiotto
- Sami El-Hindi
- Tom Nyeng Møller
- Bjarke Ytting Hellden
- Signe Højbjerre
- Nicklas Milling Pedersen
- Jannik Baltzer Hansen
- Rasmus Baltzer Hansen
- Maja Juel-Hansen
- Trine Damberg Nissen
- Jacob Christensen
- Lasse Hammer
- Anders Østergaard Søberg
- Sebastian Stokkebro Sørensen
- Jonas Thorsager
- Jesper André Sørensen
- Lars Libak Pedersen
- Sonic